# La bailarina (película de 1951)
La bailarina (舞姫 Maihime?) es una película dramática japonesa de 1951 dirigida por Mikio Naruse. El guion de Kaneto Shindō está basado en la novela Maihime de Yasunari Kawabata. Fue la película debut de la actriz Mariko Okada.

## Sinopsis
El profesor universitario Yagi y su esposa Namiko, exbailarina de ballet que ahora dirige una escuela, viven en un matrimonio infeliz en su casa de Kamakura junto con sus hijos Shinako y Takao. Namiko proyecta sus sueños incumplidos de una carrera como bailarina en su hija Shinako, quien forma parte de un conjunto de ballet. Takehara, un viejo amigo de Namiko que ha estado enamorado de ella todos estos años, intenta convencerla de que deje a Yagi. Cuando Namiko se entera por Takao de que Yagi ha estado ahorrando dinero en secreto durante sus años de dificultades económicas, considera renunciar a su matrimonio por Takehara.
Junto con su amiga y compañera de grupo Nozu, Shinako visita a su antiguo profesor de ballet, Kayama, en su lecho de muerte. Antes de fallecer, la insta a «bailar mientras tenga piernas». Decidida a no renunciar a su sueño de convertirse en bailarina como su madre, rechaza la propuesta de Nozu. Su madre, tras ver a su hija actuar en una representación de El Lago de los Cisnes, rechaza la oferta de Takehara de acompañarlo a un viaje a Kansai y regresa con Yagi.

## Reparto
- Sō Yamamura como Yagi
- Mieko Takamine como Namiko
- Mariko Okada como Shinako
- Akihiko Katayama como Takao
- Hiroshi Nihon'yanagi como Takehara
- Bontarō Miake como Numata
- Isao Kimura como Nozu
- Reiko Otani como Tomoko
- Heihachiro Ōkawa como Kayama
- Sadako Sawamura como Mitsue
- Momoko Tani con su pareja de ballet.

## Recepción
En su libro sobre Mikio Naruse, la historiadora de cine Catherine Russell calificó La bailarina, aunque era una película menor que Cosméticos de Ginza y El almuerzo del director (ambas también realizadas en 1951), como una «importante película de transición» que empleaba algunos de los «extravagantes recursos melodramáticos» de sus películas de la década de 1930 en una narrativa de posguerra.